# Karlskronaplan

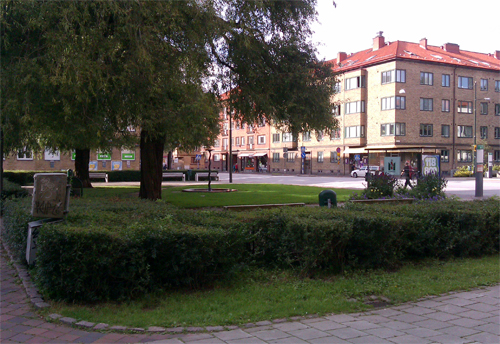
Karlskronaplan

Karlskronaplan är ett grönområde i centrala Malmö, vid Amiralsgatan nära Folkets Park. Karlskronaplan namngavs 1932. 
I samband med att denna del av Amiralsgatan bebyggdes under 1930-talet, utökades den i en äldre stadsplan från 1904 namngivna Polhemsplan (delen sydväst om Amiralsgatan) med en ny grönyta vid Amiralsgatans nordöstra sida. Samtidigt utgick ur stadsplanen Berzeliiplan som hade ett något nordligare läge. Busslinje 32 stannar på hållplatsen Karlskronaplan.